# A Wreath in Time
A Wreath in Time é um filme mudo de curta metragem estadunidense, do gênero comédia, lançado em 1909, escrito e dirigido por D. W. Griffith.

## Elenco
- Mack Sennett
- Florence Lawrence
- Linda Arvidson
- Charles Avery
- Flora Finch
- George Gebhardt
- Robert Harron
- Anita Hendrie
- Charles Inslee
- Arthur V. Johnson
- Marion Leonard
- Jeanie Macpherson
- David Miles
- Harry Solter